# Marie Pas Claire
Les Marie Pas Claire est un collectif féministe français des années 1990.
Le groupe s'est réuni pour la première fois en 1991. Le mouvement est non mixte, n'accepte que des femmes et fait partie du renouveau du féminisme dans les années 1990. Le mouvement anime une revue du même nom de 1992 à 1999.
Le nom du collectif est une référence au magazine féminin Marie Claire. 
Le collectif s'inscrit dans la continuité des combats du Mouvement de libération des femmes. Il défend notamment le droit à l'interruption volontaire de grossesse face à des mouvements catholiques qui cherchent à le remettre en cause dans les années 1990.
En 1995, le mouvement compte environ 50 membres.

## Membres du groupe
- Christelle Taraud[5]
- Maïa Mazaurette a été militante dans le groupe[6].
- Sophie Bredier